# Ann Goldstein
Ann Goldstein (* 1957 in Los Angeles) ist eine US-amerikanische Museumsdirektorin.

## Leben und Wirken
Goldstein wurde 1957 in Los Angeles geboren und studierte an der University of California, Los Angeles.
Von 1983 bis 2009 arbeitete sie im Museum of Contemporary Art, Los Angeles als Chef-Kuratorin und legte ihren Schwerpunkt auf Minimalismus und Konzeptkunst. 2010 wurde Goldstein allgemeine Direktorin des Stedelijk Museums in Amsterdam. Am 1. Dezember 2013 trat sie von diesem Amt zurück.
Goldstein ist als Kuratorin für das Museum of Contemporary Art, Los Angeles, das Museum of Modern Art, das Whitney Museum of American Art in New York und das K21 in Düsseldorf tätig.